# Universitat de Califòrnia a Berkeley
La Universitat de Califòrnia a Berkeley (sovint abreujada UC Berkeley) és una universitat pública situada a Berkeley, a l'Àrea de la Badia de San Francisco (Califòrnia, Estats Units). Forma part de la xarxa de la Universitat de Califòrnia; havent estat establerta l'any 1868, és el campus més antic dels deu que la componen.
La Universitat de Califòrnia a Berkeley ocupa una extensió de 27 km², amb un campus central que ronda els 800.000 m². El campus és conegut pel seu estil arquitectònic Beaux-Arts, pel campanar inspirat en el Campanar de Sant Marc i per haver estat el centre de moviments contraculturals i activisme estudiantil als anys seixanta.
La Universitat és una institució d'educació superior de mida gran i amb diverses escoles de pregrau i postgrau, que sumen prop de 31.000 i 12.000 estudiants respectivament. Entre els exalumnes i professors de totes aquestes escoles hi ha desenes de Premis Nobel, polítics, artistes i acadèmics de renom.
Més enllà de la docència, la Universitat de Califòrnia a Berkeley ha tingut un paper molt important en la recerca científica de les darreres dècades, amb especials contribucions en àrees com la química, havent descobert setze elements de la taula periòdica, la física nuclear i la informàtica. Per aquesta raó, sovint ha estat considerada la millor universitat pública dels Estats Units, i sol classificar-se entre els deu primers llocs als rànquings globals.

## Història
La Universitat va ser fundada el 1868 mitjançant la fusió d'una petita universitat privada anomenada College of California i una nova institució pública coneguda com a Agricultural, Mining and Mechanical Arts College. En aquell moment comptava només amb 10 professors i 40 estudiants i estava situada a la veïna ciutat d'Oakland. Tot i no ser la universitat pública més antiga de l'estat de Califòrnia, sí que va ser la primera fundada sota el sistema de concessió de terres o land-grant en anglès. L'any 1873, la Universitat es va traslladar a Berkeley, on ha romàs des d'aleshores.
El 1905, la University Farm es va establir prop de Sacramento, convertint-se finalment en la Universitat de Califòrnia, Davis. El 1919, Los Angeles State Normal School es va convertir en la branca sud de la universitat, que finalment es va convertir en la Universitat de Califòrnia a Los Angeles, i a parir de llavors la història de UC Berkeley va unida a l'anomenat "sistema de la Universitat de Califòrnia", una xarxa de campus d'universitats superiors. A la dècada de 1920, el nombre d'edificis del campus havia crescut substancialment i incloïa vint estructures dissenyades per l'arquitecte John Galen Howard. En un inici el sistema UC donava preponderància a Berkeley, però seria reestructurat en la dècada del 1950 per tal de descentralitzar la xarxa i reequilibrar les desigualtats entre campus del Nord i del Sud de l'Estat.
Els anys seixanta van estar marcats per la presència de l'activisme estudiantil al campus i especialment el Moviment Llibertat d'Expressió o Free Speech Movement.
Durant els anys noranta, la Universitat de Califòrnia va ser la pionera en el desenvolupament de l'EAD (Encoded Archival Description o codi de descripció arxivística.
En l'actualitat, la Universitat de California a Berkeley té uns 37.000 estudiants i més de 1.500 professors.

## Perfil acadèmic

### Rànquings
| Publicació               | Posició |
| ------------------------ | ------- |
| Forbes                   | 1       |
| QS                       | 4       |
| Times Higher Education   | 34      |
| US News and World Report | 22      |
| Washington Monthly       | 17      |

| Publicació                                    | Posició |
| --------------------------------------------- | ------- |
| Academic Ranking of World Universities (ARWU) | 5       |
| QS                                            | 32      |
| Times Higher Education                        | 7       |
| US News and World Report                      | 4       |